# Miron Chodakowski
Miron Chodakowski (21. oktober 1957 – 10. april 2010) var ærkebiskop i den polske hær.
Han blev født i Białystok. Han gjorde tjeneste som militærbiskop for Den Polsk-ortodokse Kirke ved den polske hær indtil sin død.
Miron Chodakowski omkom under et flystyrt den 10. april 2010 sammen med bl.a. Polens præsident Lech Kaczyński.